# Bordertown (2016)
Bordertown (Grenzort; Originaltitel: Sorjonen) ist eine finnische Krimiserie. Sie hatte in Finnland am 16. Oktober 2016 auf Yle TV1 Premiere. Die Ausstrahlungsrechte wurden unter anderem an Deutschland, Frankreich, Belgien und die USA verkauft. Die deutschsprachige Ausstrahlung der ersten Staffel war vom 18. Januar bis zum 22. Februar 2017 beim Pay-TV-Sender Sky 1 zu sehen.
Die erste Folge erreichte über eine Million Zuschauer in Finnland, was ungefähr einem Fünftel der finnischen Bevölkerung entspricht.
Die Serie ist unterteilt in einzelne weitgehend in sich abgeschlossene Fälle mit jeweils zwei bis drei Folgen. Daneben spielt das Leben der Hauptpersonen und deren Familien und ihre Verwicklungen in die Kommunalpolitik einer Stadt an der russischen Grenze eine große Rolle.
Parallel zur Serie erscheint eine gleichnamige Kriminalroman-Serie von J.M. Ilves (Künstlername), auf Deutsch erschienen bisher Bordertown – Der Puppenmeister 2017 und Bordertown – Die Abrechnung beim Suhrkamp-Verlag.
2021 wurde die Serie durch den Spielfilm Bordertown: Ein besserer Ort fortgesetzt. Regie führte hierbei Juuso Syrjä. Die Ausstrahlung erfolgte ab dem 1. Dezember 2021 auf Netflix.

## Inhalt
Der Top-Ermittler der nationalen finnischen Kriminalpolizei Kari Sorjonen zieht mit seiner Frau Pauliina und seiner Tochter Janina nach Lappeenranta, einer Stadt nahe der finnisch-russischen Grenze, um mehr Zeit für seine Familie zu haben. Er fängt einen neuen Job bei der Sondereinheit Schwerkriminalität der örtlichen Polizei an.
Auffällig dabei ist Sorjonens Art, mit den Fällen umzugehen, wobei ihm sein Autismus (vermutlich Asperger-Syndrom) zwar mitunter Probleme im mitmenschlichen Umgang bereitet, ihm jedoch hilft, strukturiert und zielgerichtet zu denken, Hintergründe zu analysieren und mittels seines fotografischen Gedächtnisses Situationen miteinander zu kombinieren. Damit ergänzt er die Ermittlungsgruppe perfekt, trotz seines zuweilen fragwürdigen Verhaltens. Seine Kollegin Lena Jaakkola unterstützt ihn dabei mit ihrer in Russland erworbenen „Schlagkraft“, die so manchen Angreifer problemlos niederstreckt oder in die Schranken weist.

## Besetzung und Synchronisation
Die deutsche Synchronisation entsteht unter der Dialogregie von Cay-Michael Wolf durch die Synchronfirma Scalamedia in Berlin.
| Figur             | Darsteller         | Deutscher Sprecher   |
| ----------------- | ------------------ | -------------------- |
| Kari Sorjonen     | Ville Virtanen     | Oliver Siebeck       |
| Pauliina Sorjonen | Matleena Kuusniemi | Christin Marquitan   |
| Lena Jaakkola     | Anu Sinisalo       | Victoria Sturm       |
| Katia Jaakkola    | Lenita Susi        | Kristina Tietz       |
| Taina Perttula    | Kristiina Halttu   | Sabine Arnhold       |
| Janina Sorjonen   | Olivia Ainali      | Olivia Büschken      |
| Niko Uusitalo     | Ilkka Villi        | Till Endemann        |
| Johanna Metso     | Niina Nurminen     |                      |
| Anneli Ahola      | Laura Malmivaara   | Daniela Thuar        |
| Mikael Ahola      | Mikko Leppilampi   | Matthias Deutelmoser |
| Robert Degerman   | Janne Virtanen     | Detlef Bierstedt     |
| Hannu-Pekka Lund  | Max Bremer         | Uwe Büschken         |

## Episodenliste
Staffel 1
| Nr. (ges.) | Nr. (St.) | Deutscher Titel        | Originaltitel          | Erstausstrahlung Finnland | Deutschsprachige Erstausstrahlung (D) | Regie           | Drehbuch                                  |
| ---------- | --------- | ---------------------- | ---------------------- | ------------------------- | ------------------------------------- | --------------- | ----------------------------------------- |
| 1          | 1         | Das Puppenhaus Teil 1  | Nukkekoti, osa 1       | 16. Okt. 2016             | 18. Jan. 2017                         | Miikko Oikkonen | Atro Lahtela, Matti Laine & Antti Pesonen |
| 2          | 2         | Das Puppenhaus Teil 2  | Nukkekoti, osa 2       | 23. Okt. 2016             | 18. Jan. 2017                         | Miikko Oikkonen | Atro Lahtela, Matti Laine & Antti Pesonen |
| 3          | 3         | Das Puppenhaus Teil 3  | Nukkekoti, osa 3       | 30. Okt. 2016             | 25. Jan. 2017                         | Miikko Oikkonen | Atro Lahtela, Matti Laine & Antti Pesonen |
| 4          | 4         | Dragonflies Teil 1     | Sudenkorennot, osa 1   | 6. Nov. 2016              | 25. Jan. 2017                         | Jyri Kähönen    | Matti Laine, Atro Lahtela & Antti Pesonen |
| 5          | 5         | Dragonflies Teil 2     | Sudenkorennot, osa 2   | 13. Nov. 2016             | 1. Feb. 2017                          | Jyri Kähönen    | Matti Laine, Atro Lahtela & Antti Pesonen |
| 6          | 6         | Die Wut Teil 1         | Raivotar, osa 1        | 20. Nov. 2016             | 1. Feb. 2017                          | Jyri Kähönen    | Antti Pesonen, Matti Laine & Atro Lahtela |
| 7          | 7         | Die Wut Teil 2         | Raivotar, osa 2        | 27. Nov. 2016             | 8. Feb. 2017                          | Jyri Kähönen    | Antti Pesonen, Matti Laine & Atro Lahtela |
| 8          | 8         | Die Frau im See Teil 1 | Nainen järvessä, osa 1 | 4. Dez. 2016              | 8. Feb. 2017                          | Juuso Syrjä     | Atro Lahtela, Antti Pesonen & Matti Laine |
| 9          | 9         | Die Frau im See Teil 2 | Nainen järvessä, osa 2 | 11. Dez. 2016             | 15. Feb. 2017                         | Juuso Syrjä     | Atro Lahtela, Antti Pesonen & Matti Laine |
| 10         | 10        | Endspiel Teil 1        | Loppupeli, osa 1       | 18. Dez. 2016             | 15. Feb. 2017                         | Juuso Syrjä     | Antti Pesonen, Atro Lahtela & Matti Laine |
| 11         | 11        | Endspiel Teil 2        | Loppupeli, osa 2       | 25. Dez. 2016             | 22. Feb. 2017                         | Juuso Syrjä     | Antti Pesonen, Atro Lahtela & Matti Laine |

Staffel 2
| Nr. (ges.) | Nr. (St.) | Deutscher Titel              | Originaltitel                  | Erstausstrahlung Finnland | Deutschsprachige Erstausstrahlung (D) | Regie                     | Drehbuch                        |
| ---------- | --------- | ---------------------------- | ------------------------------ | ------------------------- | ------------------------------------- | ------------------------- | ------------------------------- |
| 12         | 1         | Die Fünf-Finger-Übung Teil 1 | Viiden sormen harjoitus, osa 1 | 7. Okt. 2018              | 28. Feb. 2019                         | Jyri Kähönen              | Miikko Oikkonen                 |
| 13         | 2         | Die Fünf-Finger-Übung Teil 2 | Viiden sormen harjoitus, osa 2 | 14. Okt. 2018             | 28. Feb. 2019                         | Jyri Kähönen              | Miikko Oikkonen & Paula Mononen |
| 14         | 3         | Das Frühlingsopfer Teil 1    | Kevätuhri, osa 1               | 21. Okt. 2018             | 7. März 2019                          | Jyri Kähönen, Juuso Syrjä | Paula Mononen & Miikko Oikkonen |
| 15         | 4         | Das Frühlingsopfer Teil 2    | Kevätuhri, osa 2               | 28. Okt. 2018             | 7. März 2019                          | Jyri Kähönen, Juuso Syrjä | Paula Mononen & Miikko Oikkonen |
| 16         | 5         | Das Fadenspiel Teil 1        | Kissan kehto, osa 1            | 4. Nov. 2018              | 14. März 2019                         | Juuso Syrjä               | Antti Pesonen & Miikko Oikkonen |
| 17         | 6         | Das Fadenspiel Teil 2        | Kissan kehto, osa 2            | 11. Nov. 2018             | 14. März 2019                         | Juuso Syrjä               | Antti Pesonen & Miikko Oikkonen |
| 18         | 7         | Fleisch Teil 1               | Verenneito, osa 1              | 18. Nov. 2018             | 21. März 2019                         | Juuso Syrjä               | Miikko Oikkonen                 |
| 19         | 8         | Fleisch Teil 2               | Verenneito, osa 2              | 25. Nov. 2018             | 21. März 2019                         | Juuso Syrjä               | Miikko Oikkonen                 |
| 20         | 9         | Ohne Schatten Teil 1         | Varjoa vailla, osa 1           | 2. Dez. 2018              | 28. März 2019                         | Jyri Kähönen              | Miikko Oikkonen & Paula Mononen |
| 21         | 10        | Ohne Schatten Teil 2         | Varjoa vailla, osa 2           | 9. Dez. 2018              | 28. März 2019                         | Jyri Kähönen              | Miikko Oikkonen & Paula Mononen |

Staffel 3
| Nr. (ges.) | Nr. (St.) | Deutscher Titel | Originaltitel               | Erstausstrahlung Finnland | Deutschsprachige Erstausstrahlung (D) | Regie            | Drehbuch                         |
| ---------- | --------- | --------------- | --------------------------- | ------------------------- | ------------------------------------- | ---------------- | -------------------------------- |
| 22         | 1         | -               | Ihmisen tahra               | 1. Dez. 2019              | -                                     | Marko Mäkilaakso | Miikko Oikkonen                  |
| 23         | 2         | -               | Ihmispeto, osa 1            | 8. Dez. 2019              | -                                     | Juuso Syrjä      | Miikko Oikkonen, Sanna Reinumägi |
| 24         | 3         | -               | Ihmispeto, osa 2            | 15. Dez. 2019             | -                                     | Juuso Syrjä      | Miikko Oikkonen, Sanna Reinumägi |
| 25         | 4         | -               | Poikia ja rakastajia, osa 1 | 22. Dez. 2019             | -                                     | Jussi Hiltunen   | Miikko Oikkonen                  |
| 26         | 5         | -               | Poikia ja rakastajia, osa 2 | 29. Dez. 2019             | -                                     | Jussi Hiltunen   | Miikko Oikkonen                  |
| 27         | 6         | -               | Poikia ja rakastajia, osa 3 | 5. Jan. 2020              | -                                     | Jussi Hiltunen   | Miikko Oikkonen                  |
| 28         | 7         | -               | Nainen peilissä, osa 1      | 12. Jan. 2020             | -                                     | Marko Mäkilaakso | Paula Mononen, Miikko Oikkonen   |
| 29         | 8         | -               | Nainen peilissä, osa 2      | 19. Jan. 2020             | -                                     | Marko Mäkilaakso | Paula Mononen, Miikko Oikkonen   |
| 30         | 9         | -               | Shakkitarina, osa 1         | 26. Jan. 2020             | -                                     | Juuso Syrjä      | Paula Mononen, Miikko Oikkonen   |
| 31         | 10        | -               | Shakkitarina, osa 2         | 2. Feb. 2020              | -                                     | Juuso Syrjä      | Paula Mononen, Miikko Oikkonen   |

## Auszeichnungen
Bordertown wurde im Januar 2017 mit einem Goldenen Venla, einem finnischen Fernsehpreis, als beste Dramaserie ausgezeichnet. Darüber hinaus bekam Ville Virtanen einen Goldenen Venla für den besten Schauspieler und Anu Sinisalo einen für die beste Schauspielerin.